# Spies (álbum)
Spies es el único álbum de estudio del proyecto musical electrónico Helden, integrado por Hans Zimmer, reconocido compositor musical cinematográfico, y Warren Cann, baterista de la banda new wave Ultravox. En a algunas de estas canciones también canta Zaine Griff.
En a página oficial de Ultravox, se había anunciado el lanzamiento oficial del álbum oficialmente para 2008, que sin embargo continúa pendiente hasta la actualidad.

## Listado de canciones
- 1. Once Upon A Time In The .......
- 2. The Ball
- 3. Young & Scientific
- 4. My Killing Hand
- 5. Pyramids Of The Reich
- 6. Transmission
- 7. Holding On
- 8. Moonlight In Vermont
- 9. 2529
- 10. On The Borderline
- 11. Stranded
- 12. Movies For Eva
- 13. Eva

## Encargados
Miembros:
- Warren Cann: Batería, percusión, voz
- Hans Zimmer: Teclados y sintetizadores

Otros músicos:
- Zaine Griff
- Linda Jardim (Linda Allen)
- Hugo Vereker
- Ronny
- Eddie Maelov (de Eddie and Sunshine fame)
- Brian Robertson
- Brian Gulland
- Graham Preskett